# Кенш, Роже
Роже Кенш (фр. Roger Quinche; 22 июля 1922 — 3 сентября 1982) — швейцарский тренер и футболист, игравший на позициях защитника и полузащитника. Выступал за команды «Альшвиль» и «Грассхоппер», а также был играющим тренером в «Берне» и «Конкордии». В составе сборной Швейцарии сыграл 11 матчей — участник чемпионата мира 1950 года.

## Карьера
Роже Кенш начинал футбольную карьеру в клубе «Альшвиль», а с 1945 года выступал за «Грассхоппер». В июне 1949 года Роже подписал контракт с клубом «Берн», став играющим тренером. Позже перешёл в команду «Конкордия», где также был играющим тренером.
В составе сборной Швейцарии Роже дебютировал 26 мая 1949 года в товарищеском матче против Уэльса. Игра завершилась со счётом 4:0 в пользу швейцарцев. В июне 1950 года Кенш отправился со сборной на чемпионат мира в Бразилию. На турнире он сыграл во всех трёх матчах группы — против Югославии, Бразилии и Мексики, но его команда заняла только третье место и не смогла выйти в финальную часть чемпионата. 
В мае 1953 года в матче с турками Роже впервые вывел команду в качестве капитана, а год спустя попал в расширенный список на домашний чемпионат мира, но в окончательный состав не попал. За четыре года в сборной он сыграл 11 матчей. 
На чемпионате мира 1962 года в Чили он был ассистентом Карла Раппана — главного тренера сборной Швейцарии, а в 1964 году временно возглавил сборную вместе с Иржи Соботка и Жаком Гулем.

## Достижения
«Грассхоппер»
- Обладатель Кубка Швейцарии: 1945/46